# 貢渓鎮
貢渓鎮（こうけいちん）は中華人民共和国湖南省懐化市新晃トン族自治県の鎮。

## 行政区画
- 紹渓村
- 甘屯村
- 甘美村
- 天堂村
- 茂守村
- 上田村
- 貢渓村
- 四路村
- 碧林村
- 東渓村
- 銅鼓村
- 高寨村
- 田家村

## 歴史
1956年、貢渓郷を設立。2015年、貢渓鎮に昇格。

## 地理
貢渓鎮は新晃トン族自治県南部に位置し、北は扶羅鎮と、東及び東北は中寨鎮と、西・南及び西南は貴州省天柱県とそれぞれ接している。
- 河川：扶羅河
- 山：竜山（1065メートル）、板凳坡（626メートル）

## 交通

### 道路
- 省道S232